# سام میچل
سام میچل (انگلیسی: Sam Mitchell؛ زادهٔ ۲ سپتامبر ۱۹۶۳) بازیکن بسکتبال اهل ایالات متحده آمریکا است.

## حرفه
وی همچنین برندهٔ جوایزی همچون جایزه مربی سال ان‌بی‌ای شده‌است.
از باشگاه‌هایی که در آن بازی کرده‌است می‌توان به ایندیانا پیسرز، مینه‌سوتا تیمبرولوز، و تورنتو رپترز اشاره کرد.